# La Ordeña, Guanajuato
La Ordeña är en ort i Mexiko.   Den ligger i kommunen Abasolo och delstaten Guanajuato, i den centrala delen av landet, 270 km väster om huvudstaden Mexico City. La Ordeña ligger 1 703 meter över havet och antalet invånare är 404.
Terrängen runt La Ordeña är platt åt nordost, men åt sydväst är den kuperad. Runt La Ordeña är det ganska tätbefolkat, med 166 invånare per kvadratkilometer. Närmaste större samhälle är Abasolo, 13,4 km väster om La Ordeña. Trakten runt La Ordeña består till största delen av jordbruksmark.